# Ґоміашвілі Арчил Михайлович
А́рчил Миха́йлович Ґоміашвілі (груз. არჩილ გომიაშვილი; 23 березня 1926, Чіатура, Грузія — 31 травня 2005, Москва) — грузинський і російський актор, підприємець.

## Біографія
Його батько по закінченню навчання в 1920-х роках в Московській школі червоної професури був направлений на Донбас, на посаду керівника профспілки вугільників, але в кінці 1930-х років був репресований і на волю вийшов лише 1944 року. Два роки Арчил провчився в Тбіліському художньому технікумі, але згодом, закинувши навчання, зв‘язався з вуличними бандами. Кілька разів був заарештований, але строк не отримав.
Не втративши інтерес до театру, Ґоміашвілі вступив до Школи-студії МХАТу, де навчався кілька років, однак після скандалу з бійкою, ледь не потрапивши під суд, майбутній актор вимушений залишити Москву. У Тбілісі він долучився до гурту Академічного театру імені Марджанішвілі; переїхав 1958 році в Поті, де працював спочатку в театрі імені Еріставі, а згодом — у Російському театрі імені Грибоєдова. В кіно Арчил Ґоміашвілі дебютував в 1957 році, у фільмі С. Кеворкова та Е. Карамяна «Особисто знайомий».
Загальнорадянської слави актор досяг в 1971 році, виконавши роль Остапа Бендера в комедії Леоніда Гайдая «Дванадцять стільців», за однойменним романом І. Ільфа та Є. Петрова. В 1973 році Арчил Ґоміашвілі став актором Московського театру імені Ленінського комсомолу, за кілька років перейшов в театр імені Пушкіна. Наприкінці 1980-х, перебуваючи в західному районі Берліна, актор зустрівся з мільйонером Майклом Фільдом, за автобіографією якого Ґоміашвілі забажав зняти фільм і почав писати сценарій. Його фінансування, однак, так і не відбулося.
Щасливий випадок в цьому місті багато в чому скерував долю Ґоміашвілі. Поставивши останні 100 марок в казино він зірвав джек-пот у 100 000. До того ж, мільйонер Фільд в компенсацію роботи над проектом відомого митця, подарував йому 10 ігрових зал. В 1990 році він був обраний президентом акціонерного товариства «Сіті-Бізнес», а наприкінці 1992 відкрив у Москві клуб «Золотий Остап», що невдовзі став одним з найпрестижніших закладів міста. Зокрема, ресторан клубу в 1996 та 1997 роках був визнаний найкращим в Європі.

## Фільмографія
- 1957 — Особисто відомий — Манташеров
- 1962 — Кріт — Зураб
- 1963 — Четверо в одній шкурі (короткометражний) — батько Емми
- 1965 — 26 бакинських комісарів — епізод
- 1965 — Інші нині часи — Кахта
- 1965 — Вибачте, вас чекає смерть
- 1969 — Вибух після півночі — епізод
- 1971 — 12 стільців — Остап Бендер
- 1975 — Бенефіс Лариси Голубкіної (фільм-спектакль)
- 1977 — Ці неймовірні музиканти, або Нові сновидіння Шурика (фільм-спектакль) — камео
- 1977 — Міміно — Нугзар Папішвілі
- 1978 — Кавказька повість — Ерошка, козак
- 1978 — Любов моя, печаль моя — Ашраф
- 1980 — Комедія давно минулих днів — Остап Ібрагім Бендер
- 1981 — Золоте руно — Яків, заступник директора м'ясокомбінату
- 1982 — Дзвін священної кузні — генерал
- 1982 — Повірю і піду (фільм-спектакль) — Касьянов
- 1983 — Ранній, ранній ранок… — Гордій Лукич / поліцейський
- 1984 — Мідний ангел — Антоніо Вальдес, гангстер
- 1984 — Витівки Скапена — Скапен і Режисер, слуга Леандра, шахрай
- 1986 — Без терміну давності — ведучий конкурсу
- 1986 — Державний кордон — Сталін
- 1986 — Мій улюблений клоун — Павло Борисович Фокін
- 1989 — Сталінград — Йосип Віссаріонович Сталін
- 1990 — Війна на західному напрямку — Йосип Віссаріонович Сталін
- 1990 — Місце вбивці вакантне… — начальник УВС
- 1990 — Супермент — Кадан
- 1992 — Офіціант із золотим підносом — Чантурія Шота Георгійович
- 1993 — Ангели смерті — Сталін
- 1993 — Трагедія століття — Сталін